# (549) Jessonda
(549) Jessonda es un asteroide perteneciente al cinturón de asteroides descubierto el 15 de noviembre de 1904 por Maximilian Franz Wolf desde el observatorio de Heidelberg-Königstuhl, Alemania.
Está posiblemente nombrado por Jessonda, un personaje de la ópera homónima del compositor alemán Louis Spohr (1784-1859).